# Château de Gripsholm
Le château de Gripsholm (en suédois, Gripsholms slott), à Mariefred au bord du lac Mälaren, est l’un des principaux monuments historiques de Suède. 
Le château de Gripsholm héberge la collection nationale de portraits de l’État suédois (en suédois : Statens porträttsamling) qui compte plus de 4 000 œuvres permettant au visiteur de suivre le développement de l’art du portrait depuis le XVIe siècle jusqu’aux années 1860. Les portraits plus récents de l’État sont au Nationalmuseum, le musée national des beaux-arts, à Stockholm.
Juste à l’intérieur du pont-levis se trouvent deux pierres runiques avec des textes faisant mention de l’une des plus célèbres expéditions viking : l’expédition d’Ingvar.

## Histoire

### Le château fort
Gripsholm fut d’abord construit par Bo Jonsson Grip dans les années 1370. Après la mort de celui-ci, il fut vendu à la reine Marguerite. Lors du soulèvement d’Engelbrekt, en 1434, il fut cependant brûlé. De nos jours, il ne reste qu’un seul mur du château fort médiéval.

### Gripsholm, château desVasa
Le roi Gustave Ier Vasa ayant acquis le domaine en 1526 a abattu ce qui restait du château médiéval pour construire un château fort plus moderne, dans le style Vasa (autres châteaux de ce style : château de Kalmar, château d'Uppsala, château d'Örebro, château de Vadstena). Pour avoir des matériaux de construction, Gustave Vasa fit démolir le monastère de Vårfruberga, tombé dans ses mains à la suite de la Réforme. La construction du nouveau château fut terminée en 1545.
Au cours du règne d’Éric XIV, le château de Gripsholm servit pendant quelques années (1563-1567) de prison au futur Jean III, frère du roi, enfermé au château par Éric, et à l’épouse de Jean, Catherine Jagellon. Leur fils Sigismond est né pendant leur captivité. Cependant, en 1571 ce fut au tour d’Éric d’y être mis en prison par son frère cadet, devenu roi.
En 1809, le château sert encore de lieu de détention pour le roi Gustave IV et sa famille avant leur départ pour l'exil.

### La restauration duXIXesiècle
Le château a été restauré pendant les années 1890, sous la direction de l'architecte Fredrik Lilljekvist, qui souhaitait éliminer tout changement postérieur à 1600. Ce projet a cependant donné lieu à un débat animé dans lequel il a été critiqué par, entre autres, Verner von Heidenstam qui considérait qu’il s’agissait d’une falsification de l’histoire. Malgré les oppositions, on a ajouté un troisième étage et amenuisé les fenêtres. On a toutefois dû renoncer à la démolition de l'aile des cavaliers.

### Le théâtre de GustaveIII

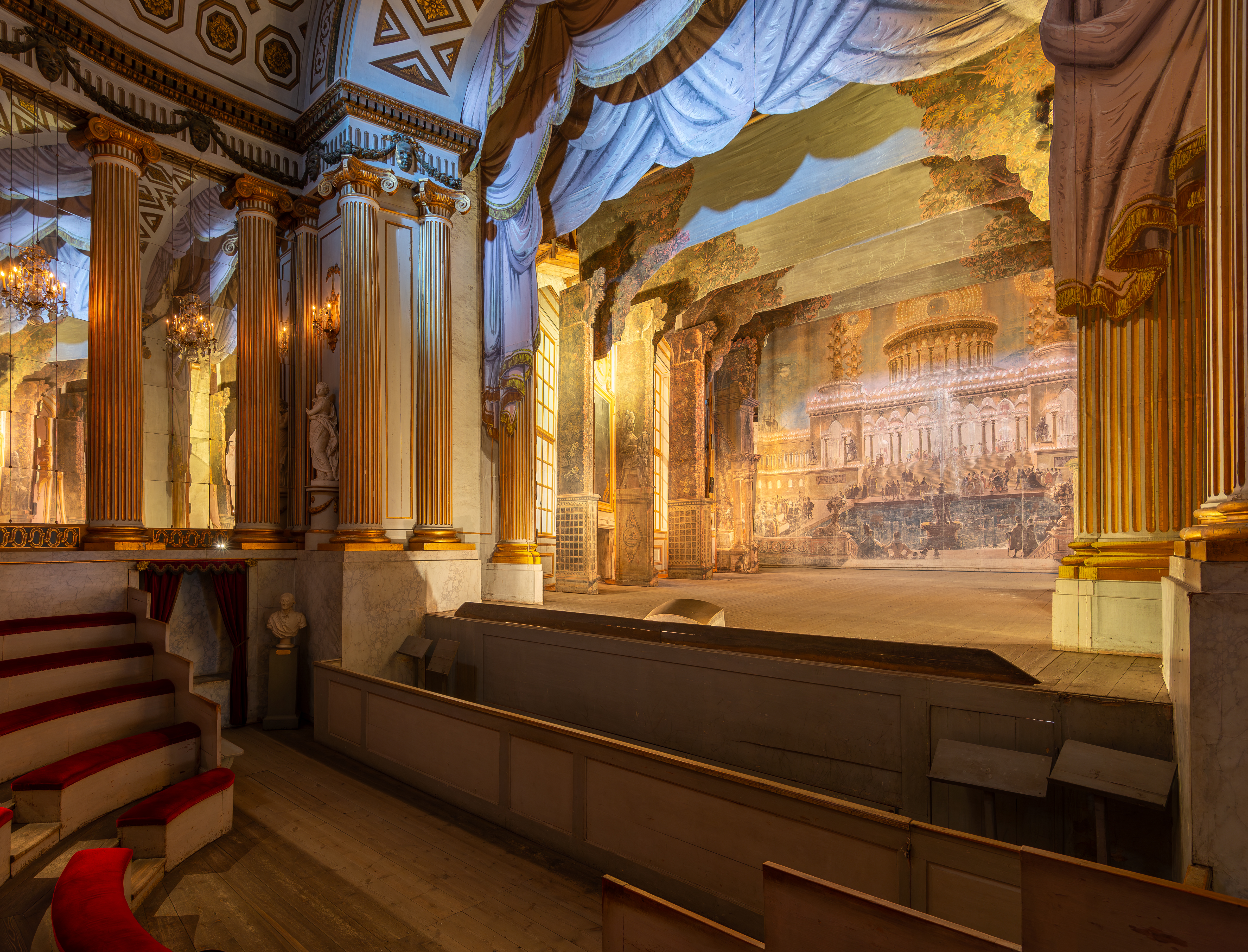
Le théâtre de Gustave III.

Dans l’une des tours se trouve un théâtre du XVIIIe siècle très bien préservé, construit sous le règne de Gustave III, roi amateur du théâtre.